# 2014년 인도네시아 대통령 선거
2014년 7월 9일 인도네시아에서 대통령 선거가 치러졌다. 인도네시아 역사상 세 번째 직선제 대통령 선거이자, 첫 번째 직선제 정권 교체를 묻는 대통령 선거였다. 현 대통령 수실로 밤방 유도요노는 2009년 재선하였기 때문에, 3선 금지 조항에 따라 출마할 수 없게 되었다. 당초 여당인 민주당이 후보를 내지 않고 선거중립을 선언함에 따라, 1999년 이후 두 번째로 여당 후보가 없는 대선이자, 직선제로는 처음으로 여당 후보가 없는 대선이 될 것이었으나, 선거를 1주가량 앞두고 수비안토 후보 지지를 선언함에 따라, 여야의 대결로 바뀌었다.
투표 결과, 민주항쟁당의 조코 위도도가 53.15%를 득표해 당선되었으며, 그가 취임하면 인도네시아 역사상 첫 민간인 정부가 출범하게 된다.

## 개요
2008년 개정된 선거법에 따르면, 총선에서 25% 이상 득표, 또는 원내 20% 이상의 의석을 점유한 정당만이 대통령 후보를 낼 수 있도록 되어 있다. 그렇지 않을 경우 정당 연합을 해야 후보를 낼 수 있다.
2014년 4월 9일 시행된 총선에서 1위를 기록한 민주항쟁당이 18.95%만을 얻어, 단독으로는 그 어떠한 정당도 후보를 낼 수 없다. 그러나 민주항쟁당은 군소정당인 국민계몽당과 민주국민당의 지지를 이끌어내, 그 여건을 갖추었다.

## 후보
총선 득표율 25% 이상 또는 원내의석 20% 이상을 점유한 정당(또는 연합)만이 후보를 낼 수 있도록 되어 있다.

### 민주항쟁당
민주항쟁당은 자카르타 지사를 지내며 인기를 모은 조코위를 후보로 선출했다. 총선에서 기준치에 미달하는 득표율에도 불구하고, 군소정당인 국민계몽당과 민주국민당의 지지를 이끌어내, 그 여건을 갖추었다.

### 위대한 인도네시아 운동당(거린드라)
위대한 인도네시아 운동당은 수하르토 전 대통령의 사위인 프라보워 수비안토를 후보로 선출했다. 연대의 대상이었던 통일발전당의 내분 등으로 위기를 맞이했으나, 다른 정당들의 참여가 예상되어 위기를 면했다.

### 노동당(골카르)
노동당은 아부리잘 바크리에 총재를 후보로 선출했다. 총선에서 위대한 인도네시아 운동당을 누르고 2위를 기록했으나, 바르키에 후보는 지지율 부진으로 사퇴 압력을 받고 있다. 당초 수비안토와의 연대를 모색하기도 했으나, 수비안토의 러닝메이트가 결정되면서 민주항쟁당과 연대할 것이 예상되었다. 하지만, 민주항쟁당이 이미 러닝메이트를 지명했으며, 이 때문에 민주당과의 연대가 예상되었으나 결국 수비안토 지지를 선언했다. 그러나 일부 노동당 당원들이 조코위 지지를 선언하는 가 하면, 이 정당 소속의 유수프 칼라가 조코위의 러닝메이트로 출마하여, 사실상 분열이 일어났다.

### 민주당
4월 말 후보 선출이 예상되어 있었으나, 결국 후보를 선출하지 않았다. 지난 2009년 대선에서 유도요노는 압도적인 지지율로 재선되었으나, 당내 부패스캔들 등으로 지지율이 추락해 10%대를 기록, 위대한 인도네시아 운동당에도 밀려 4위를 기록했다. 민주당은 타 군소 정당들과 연대해야 가까스로 후보를 선출할 수 있는 상태였으며, 한때 제3후보론이 거론되어 노동당과의 연대가 예상됐으나, 노동당은 수비안토 지지를 선언했으며, 민주당은 결국 후보를 내지 않고 선거중립을 선언했다. 하지만 선거 직전 결국 수비안토 지지로 돌아섰다.

### 인민양심당(하누라)
인민양심당은 2009년 대선 당시 부통령 후보였던 위란토를 후보로 선출했다.

### 번영정의당
번영정의당은 아니스 마타를 후보로 선출했다. 총선 때 이 정당의 광고에서 지드래곤의 사진이 나와 화제가 되기도 했다.

## 논란

### 조코 위도도 논란
선거 기간 중 민주항쟁당 조코 위도도 후보가 중국계 싱가포르인의 후손이자 기독교 신자라는 소문이 나돌았으며, 심지어는 '우이 훙 리옹'이라는 이름과 함께 그의 사망을 알리는 엉터리 부고가 나돌았다. 이에 조코 위도도는 스스로 독실한 무슬림임을 밝혔으나, 결국 지지율 타격의 원인이 되었다.

### 인권 침해
거린드라당 프라보워 수비안토 후보의 인권 침해가 종종 문제가 되었는데, 특히 1998년 혼란기 시절 학생 운동가 납치 등이 문제가 되었다.

## 선거 결과
| 후보               | 후보              | 후보        | 정당                     | 득표수      | 득표율 |
| ------------------ | ----------------- | ----------- | ------------------------ | ----------- | ------ |
|                    | 조코 위도도       | 유숩 칼라   | 인도네시아 민주항쟁당    | 70,997,833  | 53.15  |
|                    | 프라보워 수비안토 | 하타 라자사 | 위대한 인도네시아 운동당 | 62,576,444  | 46.85  |
| 유효표수           | 유효표수          | 유효표수    | 유효표수                 | 133,574,277 | 98.98  |
| 무효표수           | 무효표수          | 무효표수    | 무효표수                 | 1,379,690   | 1.02   |
| 투표자수           | 투표자수          | 투표자수    | 투표자수                 | 134,953,967 | 69.58  |
| 유권자수           | 유권자수          | 유권자수    | 유권자수                 | 193,944,150 | -      |
| 출처: 총선거위원회 |                   |             |                          |             |        |

### 주별 선거 결과
| 주           | 조코위     | 조코위 | 프라보워   | 프라보워 | 전체        |
| 주           | #          | %      | #          | %        | 전체        |
| ------------ | ---------- | ------ | ---------- | -------- | ----------- |
| 아체         | 913,309    | 45.61  | 1,089,290  | 54.39    | 2,002,599   |
| 북수마트라   | 3,494,835  | 55.24  | 2,831,514  | 44.76    | 6,326,349   |
| 서수마트라   | 539,308    | 23.08  | 1,797,505  | 76.92    | 2,336,813   |
| 리아우       | 1,342,817  | 49.88  | 1,349,338  | 50.12    | 2,692,155   |
| 잠비         | 897,787    | 50.75  | 871,316    | 49.25    | 1,769,103   |
| 남수마트라   | 2,027,049  | 48.74  | 2,132,163  | 51.26    | 4,159,212   |
| 븡쿨루       | 523,669    | 54.73  | 433,173    | 45.27    | 956,842     |
| 람풍         | 2,299,889  | 53.07  | 2,033,924  | 46.93    | 4,333,813   |
| 방카블리퉁   | 412,359    | 67.26  | 200,706    | 32.74    | 613,065     |
| 리아우제도   | 491,819    | 59.63  | 332,908    | 40.37    | 824,727     |
| 자카르타     | 2,859,894  | 53.08  | 2,528,064  | 46.92    | 5,387,958   |
| 서자와       | 9,530,315  | 40.22  | 14,167,381 | 59.78    | 23,697,696  |
| 중앙자와     | 12,959,540 | 66.65  | 6,485,720  | 33.35    | 19,445,260  |
| 욕야카르타   | 1,234,249  | 55.81  | 977,342    | 44.19    | 2,211,591   |
| 동자와       | 11,669,313 | 53.17  | 10,277,088 | 46.83    | 21,946,401  |
| 반튼         | 2,398,631  | 42.90  | 3,192,671  | 57.10    | 5,591,302   |
| 발리         | 1,535,110  | 71.42  | 614,241    | 28.58    | 2,149,351   |
| 서누사틍가라 | 701,238    | 27.55  | 1,844,178  | 72.45    | 2,545,416   |
| 동누사틍가라 | 1,488,076  | 65.92  | 769,391    | 34.08    | 2,257,467   |
| 서칼리만탄   | 1,573,046  | 60.38  | 1,032,354  | 39.62    | 2,605,400   |
| 중앙칼리만탄 | 696,199    | 59.79  | 468,277    | 40.21    | 1,164,476   |
| 남칼리만탄   | 939,748    | 49.95  | 941,809    | 50.05    | 1,881,557   |
| 동칼리만탄   | 1,190,156  | 63.38  | 687,734    | 36.62    | 1,877,890   |
| 북술라웨시   | 724,553    | 53.88  | 620,095    | 46.12    | 1,344,648   |
| 중앙술라웨시 | 767,151    | 54.83  | 632,009    | 45.17    | 1,399,160   |
| 남술라웨시   | 3,037,026  | 71.43  | 1,214,857  | 28.57    | 4,251,883   |
| 남동술라웨시 | 622,217    | 54.90  | 511,134    | 45.10    | 1,133,351   |
| 고론탈로     | 221,497    | 36.90  | 378,735    | 63.10    | 600,232     |
| 서술라웨시   | 456,021    | 73.37  | 165,494    | 26.63    | 621,515     |
| 말루쿠       | 443,040    | 50.52  | 433,981    | 49.48    | 877,021     |
| 북말루쿠     | 256,601    | 45.55  | 306,792    | 54.45    | 563,393     |
| 파푸아       | 2,026,735  | 72.49  | 769,132    | 27.51    | 2,795,867   |
| 서파푸아     | 360,379    | 67.63  | 172,528    | 32.37    | 532,907     |
| 해외 유권자  | 364,257    | 53.74  | 313,600    | 46.26    | 677,857     |
| 전체         | 70,997,833 | 53.15  | 62,576,444 | 46.85    | 133,574,277 |